# Ветошкино (Арзамасский район)
Вето́шкино — село в Арзамасском районе Нижегородской области России. Входит в состав Слизневского сельсовета. 

## Общие сведения
По состоянию на 2019 год в Ветошкино три улицы и одна производственная территория: 
- 1 Мая,
- Мира,
- Центральная

- Территория «Производственная зона»[3].

## Географическое положение
Село расположено примерно в 26 километрах (по шоссе) юго-западнее Арзамаса. 
Высота центра Ветошкино над уровнем моря — 122 м.

## Население
| 1999 | 2002 | 2010 |
| ---- | ---- | ---- |
| 427  | ↘345 | ↘298 |